# 利則·埃扎蒂·安德雷略
利則·埃扎蒂·安德雷略（義大利語：Ricardo Ezzati Andrello；1942年1月7日—）是天主教意大利籍司鐸級樞機及智利的聖地牙哥總教區榮休總主教。

## 生平
安德雷略於1942年1月7日在意大利威尼托維琴察省的市鎮坎皮利亞德伊貝里奇出生。他於1959年來到智利，並在基爾普埃進入慈幼會。他在瓦爾帕萊索天主教大學學習哲學和在羅馬宗座慈幼大學，在那裡他獲得了神學執照。於1970年3月18日，在鮑思高慈幼會晉鐸。1991年，他被任命為聖座修會部官員。
1996年9月8日晉牧，並被任命為瓦爾迪維亞教區主教。於2001年7月10日，他被任命為智利的聖地牙哥總教區輔理主教，領銜新帝國鎮教區主教。2006年至2010年間擔任康塞普西翁總教區總主教。
直到2010年12月15日，由於方濟各·哈維爾·埃拉蘇利斯·奧薩樞機榮休，因此安德雷略接替成為智利的聖地牙哥總教區總主教。2013年11月，他被教宗方濟各任命為聖座教育部成員。2014年2月22日，被時任教宗方濟各冊封為司鐸級樞機。
他於2019年3月23日卸任智利的聖地牙哥總教區總主教一職。

## 牧徽

利則·埃扎蒂·安德雷略枢机牧徽